# Manea Mănescu

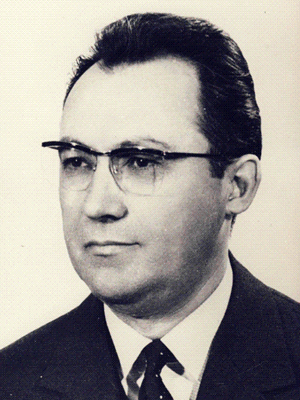
Manea Mănescu

Manea Mănescu (* 9. August 1916 in Brăila; † 27. Februar 2009 in Bukarest) war ein rumänischer Politiker.

## Biografie
Mănescu war ab August 1944 Mitglied der Rumänischen Kommunistischen Partei (PCR). Vom 3. Oktober 1955 bis zum 19. März 1957 bekleidete er das Amt des rumänischen Finanzministers. Mit einer Unterbrechung von drei Jahren (1979 bis 1982) war er ab 1960 Mitglied des Zentralkomitees (ZK) der PCR, bis dieses 1989 aufgelöst wurde.
Während der Herrschaft von Nicolae Ceaușescu gehörte Mănescu von 1969 bis 1979 sowie von 1984 bis 1989 dem Politischen Exekutivkomitee der PCR an. Von 1967 bis 1972 war er Vorsitzender des Wirtschaftsrats und anschließend vom 13. Oktober 1972 bis zum 27. Februar 1974 Vorsitzender des Staatskomitees für Planung. Parallel dazu wurde er 1972 zum Vizepremierminister ernannt. Vom 28. März 1974 bis zum 30. März 1979 war er Ministerpräsident von Rumänien.
Mănescu war außerdem der Leiter der Wissenschafts- und Kulturabteilung in der PCR.
Am 22. Dezember 1989 begleitete er gemeinsam mit Emil Bobu das Ehepaar Nicolae und Elena Ceaușescu bei dessen Fluchtversuch in einem Hubschrauber aus dem ZK-Gebäude. Er wurde wegen Niederschlagung des Aufstandes angeklagt und im Februar 1990 zu lebenslanger Haft verurteilt. Da er nun vorbestraft war, wurde ihm die Mitgliedschaft in der Rumänischen Akademie gemäß den Statuten entzogen.